# Deutsche Einband-Meisterschaft 1967/68
Die Deutsche Einband-Meisterschaft 1967/68 ist eine Billard-Turnierserie und fand vom 1. bis zum 3. Dezember 1967 in Bottrop zum 15. Mal statt.

## Geschichte
Ungeschlagen verteidigte Norbert Witte seinen Titel im Einband. Dabei spielte er auch alle Turnierrekorde. Zweiter wurde Dieter Müller vor dem punktgleichen Siegfried Spielmann. Spielmann belegte bereits zum sechsten Mal den dritten Platz.

## Modus
Gespielt wurde im Round Robin-Modus bis 200 Punkte.
Die Endplatzierung ergab sich aus folgenden Kriterien:
1. Matchpunkte
2. Generaldurchschnitt (GD)
3. Bester Einzeldurchschnitt (BED)
4. Höchstserie (HS)

## Teilnehmer (nach Ausgangsklassement)
1. Norbert Witte (BG Bottrop 1924), Titelverteidiger (5,29)
2. Dieter Müller (Berliner Billardfreunde 1921) (4,75)
3. Siegfried Spielmann (Düsseldorfer Billardfreunde 1954) (4,67)
4. Josef Janzen (BG Bottrop 1924) (3,00)
5. Werner Naruhn (BC Gelsenkirchen-Feldmark 1934) (2,89)

## Turnierverlauf
| Name                | MP  | Pkte | Aufn. | ED   | HS |
| ------------------- | --- | ---- | ----- | ---- | -- |
| 1. Spielrunde       |     |      |       |      |    |
| Norbert Witte       | 2:0 | 200  | 33    | 6,06 | 45 |
| Josef Janzen        | 0:2 | 77   | 33    | 2,33 | 13 |
| Werner Naruhn       | 2:0 | 200  | 48    | 4,16 | 17 |
| Siegfried Spielmann | 0:2 | 162  | 48    | 3,37 | 20 |

| Name                | MP  | Pkte | Aufn. | ED   | HS |
| ------------------- | --- | ---- | ----- | ---- | -- |
| 2. Spielrunde       |     |      |       |      |    |
| Dieter Müller       | 0:2 | 166  | 38    | 4,37 | 21 |
| Siegfried Spielmann | 2:0 | 200  | 38    | 5,26 | 28 |
| Werner Naruhn       | 0:2 | 176  | 69    | 2,55 | 18 |
| Josef Janzen        | 2:0 | 200  | 69    | 2,89 | 17 |

| Name          | MP  | Pkte | Aufn. | ED    | HS |
| ------------- | --- | ---- | ----- | ----- | -- |
| 3. Spielrunde |     |      |       |       |    |
| Norbert Witte | 2:0 | 200  | 19    | 10,52 | 52 |
| Werner Naruhn | 0:2 | 70   | 19    | 3,68  | ?  |
| Dieter Müller | 2:0 | 200  | 34    | 5,88  | 28 |
| Josef Janzen  | 0:2 | 118  | 34    | 3,47  | ?  |

| Name                | MP  | Pkte | Aufn. | ED   | HS |
| ------------------- | --- | ---- | ----- | ---- | -- |
| 4. Spielrunde       |     |      |       |      |    |
| Norbert Witte       | 2:0 | 200  | 40    | 5,00 | ?  |
| Siegfried Spielmann | 0:2 | 198  | 40    | 4,95 | ?  |
| Dieter Müller       | 2:0 | 200  | 29    | 6,89 | 41 |
| Werner Naruhn       | 0:2 | 101  | 29    | 3,48 | ?  |

| Name                | MP  | Pkte | Aufn. | ED   | HS |
| ------------------- | --- | ---- | ----- | ---- | -- |
| 5. Spielrunde       |     |      |       |      |    |
| Norbert Witte       | 2:0 | 200  | 30    | 6,66 | 37 |
| Dieter Müller       | 0:2 | 129  | 30    | 4,30 | ?  |
| Siegfried Spielmann | 2:0 | 200  | 31    | 6,45 | 51 |
| Josef Janzen        | 0:2 | 95   | 31    | 3,06 | ?  |

## Abschlusstabelle
| MP    | Match Points (Sieger = 2; Unentschieden = 1; Verlierer = 0) |
| Pkte. | Erzielte Karambolagen                                       |
| Aufn. | Benötigte Versuche                                          |
| GD    | Generaldurchschnitt                                         |
| BED   | Bester Einzeldurchschnitt eines Spielers                    |
| HS    | Höchstserie                                                 |
|       | Bester GD des Turniers                                      |
|       | Bester ED des Turniers                                      |
|       | Beste HS des Turniers                                       |
|       | 1. Platz (Gold)                                             |
|       | 2. Platz (Silber)                                           |
|       | 3. Platz (Bronze)                                           |

| Endklassement             | Endklassement       | Endklassement | Endklassement | Endklassement | Endklassement | Endklassement | Endklassement | Endklassement | Endklassement |
| Platz                     | Name                | MP            | Pkte.         | Aufn.         | GD            | BED           | HS            |               |               |
| ------------------------- | ------------------- | ------------- | ------------- | ------------- | ------------- | ------------- | ------------- | ------------- | ------------- |
| 1                         | Norbert Witte       | 8:0           | 800           | 122           | 6,55          | 10,52         | 52            |               |               |
| 2                         | Dieter Müller       | 4:4           | 695           | 131           | 5,30          | 6,89          | 41            |               |               |
| 3                         | Siegfried Spielmann | 4:4           | 760           | 157           | 4,84          | 6,45          | 51            |               |               |
| 4                         | Werner Naruhn       | 2:6           | 547           | 165           | 3,31          | 4,16          | 18            |               |               |
| 5                         | Josef Janzen        | 2:6           | 490           | 167           | 2,93          | 2,89          | 17            |               |               |
| Turnierdurchschnitt: 4,43 |                     |               |               |               |               |               |               |               |               |